# Rhynchospora radicans
Rhynchospora radicans är en halvgräsart som först beskrevs av Diederich Franz Leonhard von Schlechtendal och Adelbert von Chamisso, och fick sitt nu gällande namn av Hans Heinrich Pfeiffer. Rhynchospora radicans ingår i släktet småag, och familjen halvgräs.

## Underarter
Arten delas in i följande underarter:
- R. r. microcephala
- R. r. radicans